# Nicholas Mickelson
Look So Nicholas Kengkhetkid Mickelson (tiếng Thái: ลูกโซ่ นิโคลัส เก่งเขตกิจ มิคเคลสัน; sinh ngày 24 tháng 7 năm 1999) là một cầu thủ bóng đá hiện đang chơi ở vị trí hậu vệ phải cho câu lạc bộ SV Elversberg. Sinh ra tại Na Uy, anh từng thi đấu cho các cấp độ đội tuyển dưới U-21 của Na Uy trước khi thi đấu cho đội tuyển Thái Lan.

## Cuộc sống cá nhân
Mickelson sinh ra tại Skien có cha là người Na Uy và mẹ là người Thái Lan đến từ Phitsanulok.

## Thống kê sự nghiệp

### Câu lạc bộ
Tính đến 25 tháng 11 năm 2024
| Câu lạc bộ          | Mùa giải            | Giải đấu            | Giải đấu | Giải đấu | Cúp quốc gia | Cúp quốc gia | Khác | Khác | Tổng cộng | Tổng cộng |
| Câu lạc bộ          | Mùa giải            | Hạng đấu            | Trận     | Bàn      | Trận         | Bàn          | Trận | Bàn  | Trận      | Bàn       |
| ------------------- | ------------------- | ------------------- | -------- | -------- | ------------ | ------------ | ---- | ---- | --------- | --------- |
| HamKam              | 2015                | 2. divisjon         | 5        | 0        | 0            | 0            | 0    | 0    | 5         | 0         |
| HamKam              | 2016                | 2. divisjon         | 10       | 0        | 0            | 0            | 0    | 0    | 10        | 0         |
| HamKam              | 2017                | 2. divisjon         | 22       | 0        | 1            | 0            | 0    | 0    | 23        | 0         |
| HamKam              | 2018                | 1. divisjon         | 18       | 0        | 0            | 0            | 0    | 0    | 18        | 0         |
| HamKam              | Tổng cộng           | Tổng cộng           | 55       | 0        | 1            | 0            | 0    | 0    | 56        | 0         |
| Strømsgodset        | 2019                | Eliteserien         | 3        | 0        | 1            | 0            | 0    | 0    | 4         | 0         |
| Strømsgodset        | 2020                | Eliteserien         | 22       | 0        | 0            | 0            | 0    | 0    | 22        | 0         |
| Strømsgodset        | 2021                | Eliteserien         | 4        | 0        | 0            | 0            | 0    | 0    | 4         | 0         |
| Strømsgodset        | Tổng cộng           | Tổng cộng           | 29       | 0        | 1            | 0            | 0    | 0    | 30        | 0         |
| Odense boldklub     | 2021–22             | Superligaen         | 24       | 0        | 7            | 0            | 0    | 0    | 31        | 0         |
| Odense boldklub     | 2022–23             | Superligaen         | 17       | 0        | 0            | 0            | 0    | 0    | 17        | 0         |
| Odense boldklub     | 2023–24             | Superligaen         | 22       | 2        | 1            | 0            | 0    | 0    | 23        | 2         |
| Odense boldklub     | 2024–25             | Superligaen         | 16       | 0        | 0            | 0            | 0    | 0    | 16        | 0         |
| Odense boldklub     | Tổng cộng           | Tổng cộng           | 79       | 2        | 8            | 0            | 0    | 0    | 87        | 2         |
| Tổng cộng sự nghiệp | Tổng cộng sự nghiệp | Tổng cộng sự nghiệp | 163      | 2        | 10           | 0            | 0    | 0    | 173       | 2         |

### Quốc tế
Tính đến 8 tháng 12 năm 2024.
| Đội tuyển quốc gia | Năm       | Trận | Bàn |
| ------------------ | --------- | ---- | --- |
| Thái Lan           | 2023      | 6    | 1   |
| Thái Lan           | 2024      | 10   | 1   |
| Tổng cộng          | Tổng cộng | 16   | 2   |

Ghi chú
1. ↑  Bao gồm Norwegian Cup, Danish Cup

#### Bàn thắng quốc tế
| No. | Ngày                | Địa điểm                                           | Đối thủ    | Bàn thắng | Kết quả     | Giải đấu        |
| --- | ------------------- | -------------------------------------------------- | ---------- | --------- | ----------- | --------------- |
| 1.  | 10 tháng 9 năm 2023 | Sân vận động kỷ niệm 700 năm, Chiang Mai, Thái Lan | Iraq       | 1–1       | 2–2 (4–5 p) | 2023 King's Cup |
| 2.  | 8 tháng 12 năm 2024 | Sân vận động Hàng Đẫy, Hà Nội, Việt Nam            | Đông Timor | 10–0      | 10–0        | ASEAN Cup 2024  |